# Абадия ди Гояс
Абадия ди Гояс (на португалски: Abadia de Goiás) е град – община в централната част на бразилския щат Гояс. Общината е част от икономико-статистическия микрорегион Гояния, мезорегион Централен Гояс. Населението на общината към 2010 г. е 6868 души, а територията е 146 458 km² (47 д./km²).

## История
Абадия ди Гояс получава статут на община през 1995 г., по силата на щатския закон № 12799 от 27 декември същата година, след като се отделя от Арагояния, Гояния, Гуапо̀ и Триндади.
На около 1 km извън града се намират депозирани радиоактивни отпадъци от аварията в Гояния с наличие на алкалния изотоп цезий. Съхраняват се в две подземни хранилища.